# Torian Graham
Torian Graham (Durham, Carolina del Norte, 26 de marzo de 1993) es un baloncestista estadounidense que actualmente se encuentra sin equipo. Con 1,96 metros de estatura, juega en la posición de escolta.

## Trayectoria deportiva
Graham se formó en la Arizona State Sun Devils y en su última temporada como universitario promedió 18,6 puntos en 33 minutos de media. Allí fue el segundo máximo anotador de la conferencia Pac-12, solo por detrás de Markelle Fultz.
El escolta se presentó al Draft 2017 de la NBA, pero no fue seleccionado y en ese mismo verano, disputa la liga de verano de Las Vegas con Dallas Mavericks. 
En julio de 2017, el club aragonés y el jugador estadounidense llegan a un acuerdo para que el escolta refuerce la disciplina del conjunto rojillo para la temporada 2017-18. El jugador es cortado sin llegar a debutar en el equipo.
En octubre firmó con los Utah Jazz de la NBA, pero fue finamente descartado y asignado al filial de la G League, los Salt Lake City Stars.
En agosto de 2018 fichó por el APOEL B.C. de la Division A de Chipre.
En julio de 2021 se anunció su incorporación a los Huracanes del Atlántico de la Liga Nacional de Baloncesto de la República Dominicana para la temporada de ese año, sin embargo el jugador fue desvinculado del club poco antes de que comenzara a disputarse el torneo.